# Морача
Морача (чорн. Morača) — річка в Чорногорії.

## Опис
Основні притоки — Цієвна і Зета. Морача і Зета складають 62 % стоку в Скадарське озеро, куди вона впадає із заходу утворюючи заболочену дельту.
Довжина — 99,5 км. Площа водозбірного басейну 3200 км². Річка не судноплавна. В долині річки розташований монастир Морача. Монастир Морача, заснований у 1252 році Стефаном, сином Вукана Німаніча, царя Зети, розташований у північній частині річки.
У верхній течії Морача — швидка гірська річка, тече через каньйон на північ від Подгориці. Після злиття з річкою Зета, тече на північ від Подгориці, протікає через долину Зети і потім впадає в Скадарське озеро.
Морача здебільшого невелика річка, досягає ширини трохи більше 100 м. Її долина є частиною головної дороги, яка проходить від чорногорського узбережжя і Подгориці до північній частині Чорногорії і Сербії. Ця дорога вважається дуже небезпечною і планується в майбутньому зробити шосе між Подгорицею та Белградом через райони Кучі, Васоєвич, Беране та поблизу села Боджаре на чорногорсько-сербському кордоні і продовжити через західну Сербію. Цей шлях є дуже небезпечним. Саме на ньому сталася відома автокатастрофа в Чорногорії 2013 року: автобус зісковзнув з дороги і впав у прірву, загинули 18 осіб.
Каньйон річки Морача є туристичним об'єктом. Тут можна побачити гори, скелі, пороги гірської річки, монастирі і фортеці.
Весь свій шлях річка петляє, вирізавши за мільйони років в скельній породі глибокий каньйон. Сама річка мілка і неширока, впадає в Скадарське озеро на півдні країни.